# Shou Shan
Shou Shan (kinesiska: 首山) är ett berg i Kina. Det ligger i provinsen Liaoning, i den nordöstra delen av landet, omkring 260 kilometer sydväst om provinshuvudstaden Shenyang. Toppen på Shou Shan är 329 meter över havet, eller 293 meter över den omgivande terrängen. Bredden vid basen är 4,6 km.
Närmaste större samhälle är Lianshan, 16,2 km nordost om Shou Shan. 
Genomsnittlig årsnederbörd är 723 millimeter. Den regnigaste månaden är juli, med i genomsnitt 177 mm nederbörd, och den torraste är februari, med 4 mm nederbörd.